# 麦香鸡
麦香鸡（英語：McChicken）是国际快餐连锁店麦当劳销售的一种鸡肉三明治。在某些国家和地区（例如澳大利亚、印度、新西兰和英国），麦香鸡被视为汉堡的一类，尤其是因为这个词在一些非美式英语变体中可被解释，故一般不视其为三明治。该产品由小圆面包、裹上面包糠的鸡排、碎生菜和蛋黄酱组成。

## 历史
这种于1980年推出的三明治最初销量不佳，而取得巨大成功的麦乐鸡则销售至今。不过随着后者的成功，麦香鸡于1988年复出。但再次于于1996年9月26日被移出美国麦当劳的菜单，由豪华辣鸡三明治取代，它是麦当劳命运多舛的豪华三明治系列的一部分。最后迫于民间请愿，麦当劳于1997年下半年逐步恢复麦香鸡的供应。此外，在美国，该产品的尺寸较此前有一定缩水，因为它目前被归为“美金超值菜单”（旧名“美金菜单”）内，起价一美元。
麦香鸡之肉饼原由50%的白肉和50%的深色肉组成。根据麦当劳网站上的资料，麦香鸡包含黑肉和白肉鸡肉的混合物。

## 变体
在某些地区和特定的麦当劳特许经营店，麦香鸡的风味经过调整以吸引更多顾客。

### 五香口味
麦当劳在美国南部和西南美国提供“Hot 'n Spicy”。该产品于2006年1月开始在全美销售，但同年6月，麦当劳确认该产品因销量不佳而停售。2013年3月，麦当劳重新推出“Hot 'n Spicy”并列入“美金超值菜单”之内。2013年11月，作为连锁店“美金超值菜单”计划的一部分，麦香鸡（和Hot 'n Spicy）可以以“水牛城牧场麦香鸡”名义购买，这是一种用水牛城辣酱和牧场酱代替蛋黄酱的麦香鸡，另有培根水牛城牧场风味的变体。自2015年6月起，“Hot 'n Spicy”改为地区限定。
墨西哥辣酱切达麦香鸡是一款带有墨西哥辣椒酱和一片白色切达干酪的麦香鸡，于2011年和2012年供应。
香港、新加坡和印度的麦当劳餐厅供应肉饼更大、更脆，辣味更浓的麦辣鸡腿汉堡。
马来西亚的部分餐厅提供与麦辣鸡腿堡类似的变体，即“Spicy Chicken McDeluxe”，但面包以玉米面和制。

### 照烧、切达干酪及其他口味
夏威夷阿拉莫阿那中心的麦当劳出售“照烧麦香鸡”——一种带有照燒汁的麦香鸡。照烧汁在夏威夷被大量运用，并被添加到各种麦当劳三明治中，例如“麦照烧汉堡”。
在美国其他州，另有一款“切达洋葱麦香鸡”，该产品在烤面包上放入了焦糖洋葱和一片白色切达干酪。

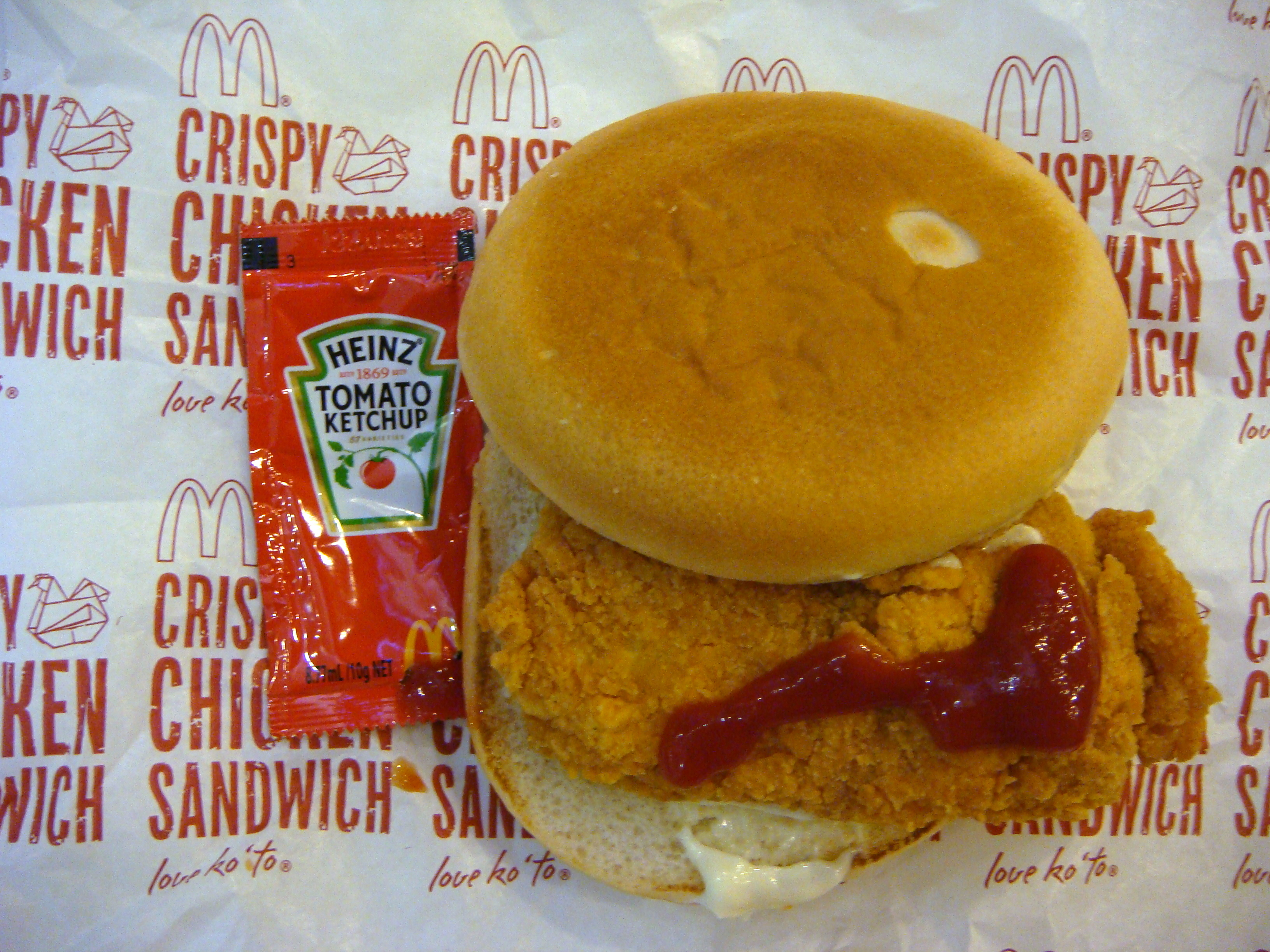
在菲律宾购买的辣味麦香鸡

在美国以外的大多数国家（例如印度 ），麦香鸡皆夹入芝麻面包内，不带辣味。在加拿大、英国、爱尔兰、澳大利亚（原为推广产品，但因大受欢迎而列入永久菜单）和新西兰，McChicken也如出一辙，但内部加入了生菜和一种名为“麦香鸡酱”的调味蛋黄酱。
在英国，“小鸡堡”以“蛋黄酱鸡肉堡”名义销售。
在加拿大，低价鸡肉堡以“小鸡堡”谓之 ，售价1.99加元（作为麦当劳加拿大“超值精选”菜单上的产品），但调味较淡。该产品一般被视为麦香鸡的表亲，而后者更类似于美国的优质脆皮鸡三明治（尽管后者将鸡肉夹入工匠面包）。
西班牙的麦当劳餐厅提供一种以烧烤酱取代蛋黄酱的麦香鸡。